# Hola Prystan
Hola Prystan (ukrainsk: Гола Пристань, russisk: Голая Пристань) er en by i Skadovsk rajon, Kherson oblast (provins) i Ukraine. Den er hjemsted for administrationen af Hola Prystan urban hromada, en af Ukraines hromadaer.
Floden Konka, en biflod til Dnepr, løber gennem byen.
Byen har en befolkning på omkring 13.760 (2021).
Som følge af Ruslands invasion af Ukraine i 2022 har byen været besat af Rusland siden 2022.

## Historie

### Den russisk-ukrainske krig
|  | Dette afsnit beskriver en aktuel begivenhed Informationerne kan blive ændret hurtigt, som begivenheden skrider frem. |

Under Ruslands invasion af Ukraine 2022 blev byen besat af russiske tropper. Der var fødevaremangel, og over 1.000 mennesker stod i kø i 7-8 timer i minusgrader i marts-dagene for at få mad i ATB-supermarkedet, som modtog forsyninger. Landmændene malede deres frø til det lokale bageri i en mølle, der ikke havde været i drift i årevis..  
I slutningen af april havde borgmester Alexander Babich været forsvundet i en måned, og syv andre personer var blevet kidnappet sammen med ham, af russiske tropper.

## Galleri
- Sankt Volodymyr's Kirke i Hola Prystan
- Helligåndskirken i Hola Prystan